# Trevor Morris
Trevor Morris (London, 25 mei 1970) is een Canadees filmcomponist, muziekproducent en muzikant van elektronische muziek.

## Biografie
Morris studeerde af aan het Fanshawe College in Ontario. Hij verhuisde in 1999 naar Los Angeles voor een carrière als filmcomponist bij de muziekstudio Remote Control Productions (voorheen Media Ventures). Daar begon hij eerst als muziek programmator, editor en soundtrack-producent. Morris werkte ook als assistent samen met de componisten James Newton Howard en Hans Zimmer, en vervolgens als additioneel componist van voornamelijk op werken van Zimmer. Vanaf 2006 werkt hij voornamelijk aan zijn eigen geschreven werken van films, televisieseries en computerspellen, waaronder de televisieserie The Tudors. Meerdere malen had Morris een samenwerking met de Nederlands regisseur Roel Reiné zoals met The Scorpion King 3: Battle for Redemption, Death Race 3: Inferno en Michiel de Ruyter. Morris won twee Emmy Awards met de televisieseries The Tudors en The Borgias, twee Gemini Awards met The Tudors en vijf ASCAP Awards met The Tudors (4x) en de film Immortals.

## Filmografie
- 1999: Teen Knight
- 2001: Hunger (met Kaz Boyle)
- 2004: Rancid (met Lars Anderson en Mikael Sandgren)
- 2005: 3 Needles (met Christophe Beck)
- 2007: The Hills Have Eyes 2
- 2009: Stolen Lives (aka: Stolen)
- 2009: The Marine 2
- 2010: Krews
- 2010: Beautiful Boy
- 2011: Immortals
- 2012: The Scorpion King 3: Battle for Redemption
- 2012: Fire with Fire
- 2013: Death Race 3: Inferno
- 2013: Olympus Has Fallen
- 2014: Brick Mansions
- 2015: Michiel de Ruyter
- 2015: The Condemned 2 (met Ted Reedy)
- 2016: London Has Fallen
- 2016: Hard Target 2 (met Jack Wall)
- 2017: Goon: Last of the Enforcers
- 2018: Redbad
- 2018: Asura
- 2018: Hunter Killer

## Overige producties

### Computerspellen
- 2006: Need for Speed: Carbon
- 2007: Command & Conquer 3: Tiberium Wars
- 2008: Army of Two
- 2009: Marvel Ultimate Alliance 2
- 2014: Dragon Age: Inquisition

### Televisiefilms
- 2012: Gotham
- 2015: Killing Jesus

### Televisieseries
- 2000: Code Name: Eternity
- 2005: E-Ring (2005 - 2006)
- 2006: Justice (American Crime) (2006 - 2007)
- 2007: Moonlight (2007 - 2008) (met John Frizzell)
- 2007: The Tudors (2007 - 2010)
- 2009: Kings
- 2009: Mental
- 2010: The Bridge
- 2010: Miami Medical
- 2010: The Pillars of the Earth (miniserie)
- 2010: Chase (2010 - 2011)
- 2011: The Borgias (2011 - 2012)
- 2012: The Firm
- 2012: Alphas
- 2012: 666 Park Avenue (2012 - 2013)
- 2013: Vikings (2013 - heden)
- 2013: Body of Proof
- 2013: Reign (2013 - 2017)
- 2013: Dracula (2013 - 2014)
- 2014: Ascension (miniserie)
- 2015: Crossing Lines
- 2016: Of King and Prophets (met Mark Kilian)
- 2017: Emerald City
- 2017: Shadowhunters (2017 - heden) (met Ben Decter en Jack Wall)
- 2017: Iron Fist
- 2017: Taken (2017 - heden)
- 2017: Castlevania (2017 - heden)
- 2018: Condor

### Documentaires
- 2018: Wine Masters
- 2018: SOMM 3

### Korte films
- 2002: Judge Is God
- 2003: Terminal Venus

### Additionele muziek
Als componist aanvullende muziek voor andere filmcomponisten.
- 2003: Pirates of the Caribbean: The Curse of the Black Pearl (voor Klaus Badelt en Hans Zimmer)
- 2003: Bad Boys II (voor Trevor Rabin)
- 2003: The Last Samurai (voor Hans Zimmer)
- 2003: Something's Gotta Give (voor Hans Zimmer)
- 2004: King Arthur (voor Hans Zimmer)
- 2004: Shark Tale (voor Hans Zimmer)
- 2004: Spangish (voor Hans Zimmer)
- 2005: The Island (voor Steve Jablonsky)
- 2005: Stealth (voor Brian Transeau)
- 2006: Pirates of the Caribbean: Dead Man's Chest (voor Hans Zimmer)

## Prijzen en nominaties

### Emmy Awards
| Jaar | Titel                    | Categorie                                                                                           | Uitslag     |
| ---- | ------------------------ | --------------------------------------------------------------------------------------------------- | ----------- |
| 2007 | The Tudors               | Beste titelmuziek, afl. 5                                                                           | Gewonnen    |
| 2011 | The Borgias              | Beste titelmuziek                                                                                   | Gewonnen    |
| 2011 | The Pillars of the Earth | Beste compositie voor een miniserie, film of special (originele dramatische muziek), afl. "Anarchy" | Genomineerd |
| 2012 | The Borgias              | Beste compositie voor een televisieserie (originele dramatische muziek), afl. "The Confession"      | Genomineerd |
| 2013 | The Borgias              | Beste compositie voor een televisieserie (originele dramatische muziek), afl. "The Prince"          | Genomineerd |